# Pattie Boyd
Pour les articles homonymes, voir Boyd.
Patricia Anne « Pattie » Boyd, née le 17 mars 1944 à Taunton, est une mannequin et photographe britannique. Elle est célèbre pour avoir été la femme de deux grands musiciens rock : George Harrison et Eric Clapton, et donc l'inspiratrice de nombreuses chansons. 

## Biographie
Patricia Boyd est la fille ainée de Colin Ian Langdon Boyd et de Diana Frances Boyd (née Drysdale). Elle a un frère Colin et deux sœurs : Paula, et Jenny, qui a été l'épouse du batteur Mick Fleetwood du groupe Fleetwood Mac en 1970 puis de Ian Wallace en 1984. Après avoir été shampouineuse dans le salon d'Elizabeth Arden où elle a été remarquée par un client, collaborateur d'une revue de mode, elle commence sa carrière de mannequin en 1962, posant à Londres, New York et Paris pour les photographes David Bailey et Terence Donovan. Elle fait la couverture du magazine Vogue.

### George Harrison
Elle rencontre George Harrison (membre des Beatles) lors du tournage du film A Hard Day's Night en 1964, et l'épouse en janvier 1966. 
Elle invite son mari et les Beatles à assister à une conférence de Maharishi Mahesh Yogi qui leur enseigne la méditation transcendantale en 1967 à Bangor (pays de Galles) et les suit en Inde en 1968 où ils vont pour approfondir leur expérience de cette méditation.
Elle inspire à George Harrison la chanson Something, publiée en 1969 dans Abbey Road, dernier album enregistré par les Beatles. Frank Sinatra dit de cette chanson que « c'est la meilleure chanson d'amour jamais écrite ».
Elle aurait aussi inspiré à George Harrison les chansons It's all too much, I Need You et Isn't It a Pity.

### Eric Clapton

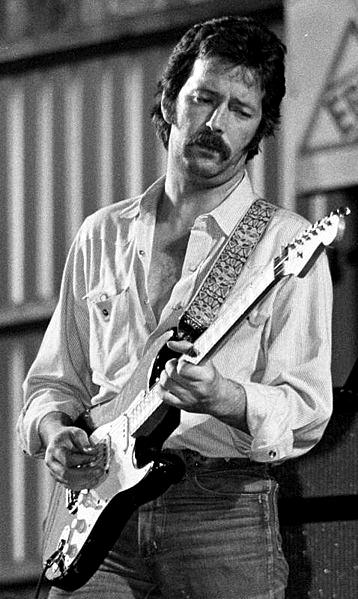
Eric Clapton sur scène en 1977.

Pattie Boyd fait la connaissance du guitariste Eric Clapton, ami de Harrison, à la fin des années 1960. Clapton tombe fou amoureux d'elle. Pattie Boyd quitte Harrison en 1974, divorce en 1977, et épouse Clapton en 1979. Le couple divorce en 1988. La passion d'Eric Clapton pour la femme de son meilleur ami lui inspire, dès 1970, l'une des plus célèbres chansons de son répertoire : Layla. Elle lui inspirera également Bell Bottom Blues, Wonderful Tonight, Never Make You Cry, Pretty Girl et Old Love.

### Rod Weston
Le 30 avril 2015, Pattie Boyd épouse Rod Weston, promoteur immobilier, dont elle partage la vie depuis.